# Ясинувата (станція)
Ясинувата (до 1974 року — Ясинувата-Західна) — позакласна сортувальна двосистемна станція. На станції знаходиться управління Ясинуватської дирекції Донецької залізниці. Є найбільшою сортувальною залізничною станцією Донецької залізниці та Європи.
Станція Ясинувата сполучає 5 напрямків:
- Донецьк, Маріуполь;
- Покровськ, Чаплине;
- Дебальцеве, Луганськ;
- Ларине, Донецьк II;
- Костянтинівку, Краматорськ, Слов'янськ.

На станції працювала найбільша у пострадянських країнах сортувальна гірка, яка має 2 парки. Загальна кількість колій — 32+41.

## Історія
Станція відкрита 1872 року.
Див. також: Грачове (залізничний роз'їзд).
З 2014 року, через війну на сході України, рух на залізничній станції був припинений, проте 28 березня 2015 року бойовики ДНР та ЛНР запустили приміський електропоїзд сполученням Ясинувата — Луганськ через станції Кринична, Дебальцеве.

## Галерея

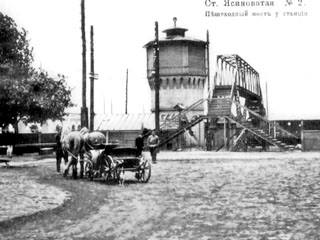
Дореволюційна Ясинувата
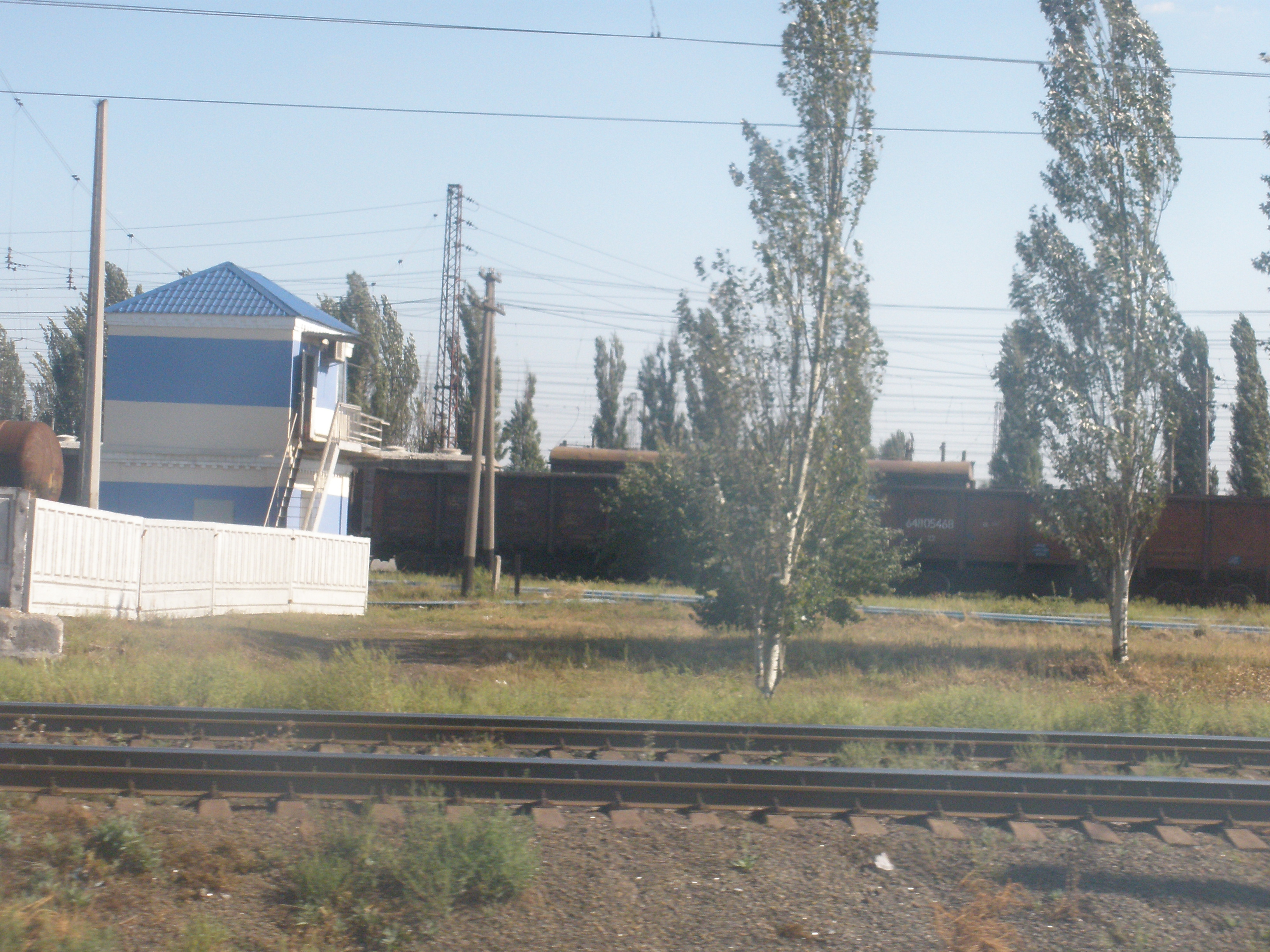
Сортувальна гірка
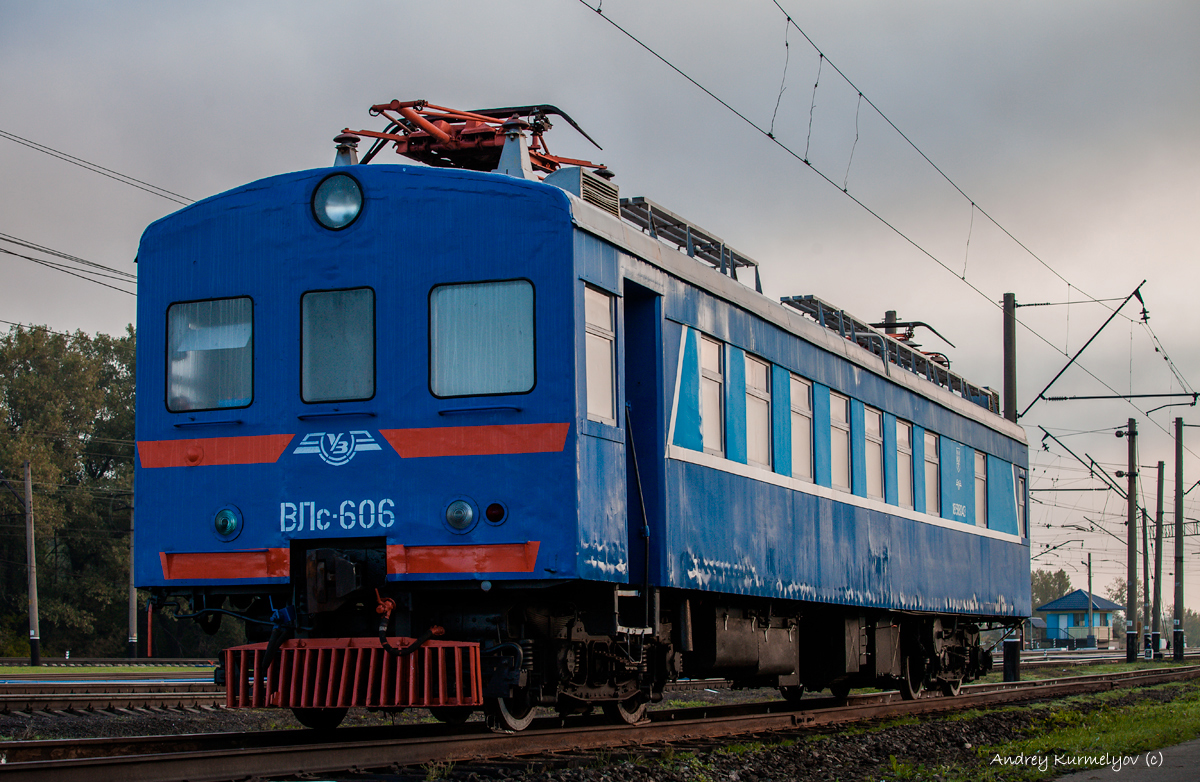
ВЛс-606 на станції Ясинувата (2013)